# Chionidi
I Chionidi Sharpe, 1891 sono un sottordine di uccelli Charadriiformes a cui appartengono chioni, occhioni e il piviere di Magellano.

## Tassonomia
I Chionidi sono suddivisi in tre famiglie:
- Burhinidae: occhioni (10 spp.)
- Chionidae: chioni (2 spp.)
- Pluvianellidae: piviere di Magellano (1 sp.)